# Synchroonzwemmen op de Olympische Zomerspelen 2024 – Duet
Het onderdeel duet van het synchroonzwemmen op de Olympische Zomerspelen 2024 in Parijs vond plaats op 9 (kwalificatie) en 11 augustus (finale), in het Centre aquatique olympique. Het goud was met 566.4783 punten voor de Chinezen Wang Liuyi en Wang Qianyi, zilver ging naar Britten Kate Shortman en Isabelle Thorpe en de Nederlandse Bregje de Brouwer en Noortje de Brouwer wonnen het brons.

## Format
Alle deelnemende duo's moesten een technische en een vrije routine uitvoeren. De scores van beide routines werden bij elkaar opgeteld.

## Uitslag
| Rang   | Duo | Duo                                          | Routine   | Routine  | Totaal   |
| Rang   | Duo | Duo                                          | Technisch | Vrij     | Totaal   |
| ------ | --- | -------------------------------------------- | --------- | -------- | -------- |
| Goud   | CHN | Wang Liuyi Wang Qianyi                       | 276.7867  | 289.6916 | 566.4783 |
| Zilver | GBR | Kate Shortman Isabelle Thorpe                | 264.0282  | 294.5085 | 558.5367 |
| Brons  | NED | Bregje de Brouwer Noortje de Brouwer         | 264.7066  | 293.6897 | 558.3963 |
| 4      | JPN | Anna-Maria Alexandri Eirini-Marina Alexandri | 267.2533  | 288.4145 | 555.6678 |
| 5      | UKR | Maryna Aleksiiva Vladyslava Aleksiiva        | 260.4600  | 278.2084 | 538.6684 |
| 6      | GRE | Sofia Malkogeorgou Evangelia Platanioti      | 250.4584  | 281.8418 | 532.3002 |
| 7      | ESP | Alisa Ozhogina Iris Tió Casas                | 254.0816  | 267.4021 | 521.4837 |
| 8      | JPN | Moe Higa Tomoka Sato                         | 257.3533  | 249.7271 | 507.0804 |
| 9      | CAN | Audrey Lamothe Jacqueline Simoneau           | 201.5167  | 290.9103 | 492.4270 |
| 10     | USA | Jaime Czarkowski Megumi Field                | 230.7134  | 254.0354 | 484.7488 |
| 11     | ISR | Shelly Bobritsky Ariel Nassee                | 243.0666  | 239.3416 | 482.4082 |
| 12     | MEX | Nuria Diosdado Joana Jimenez                 | 238.9383  | 232.6563 | 471.5946 |
| 13     | KOR | Hur Yoonseo Lee Riyoung                      | 227.5667  | 227.7500 | 455.3167 |
| 14     | FRA | Anastasia Bayandina Romane Lunel             | 241.3116  | 189.0687 | 430.3803 |
| 15     | EGY | Nadine Barsoum Hana Hiekal                   | 196.5250  | 225.6541 | 422.1791 |
| 16     | AUS | Rayna Buckle Kiera Gazzard                   | 210.0782  | 198.0271 | 408.1053 |
| 17     | NZL | Nina Brown Eva Morris                        | 188.0901  | 166.5105 | 354.6006 |
|        | ITA | Linda Cerruti Lucrezia Ruggiero              | DNS       |          |          |